# Mystrium voeltzkowi
Mystrium voeltzkowi es una especie de hormiga del género Mystrium, familia Formicidae. Fue descrita científicamente por Forel en 1897.
Se distribuye por Madagascar. Se ha encontrado a elevaciones de hasta 1100 metros. Vive en microhábitats como rocas, piedras, troncos podridos, la hojarasca y nidos.